# Peter Wintruff
Peter Wintruff (* 27. März 1940 in Stettin) ist ein deutscher Politiker (SPD).

## Leben und Beruf
Wintruff wuchs nach dem Zweiten Weltkrieg in der DDR auf und flüchtete Ende der 1950er in den Westen. Nach dem Abitur in Erlangen im Jahr 1959 studierte er bis 1965 Bauingenieurwesen an der Technischen Hochschule Karlsruhe. Nach einer zweijährigen Tätigkeit als Statiker war er Studienreferendar in Karlsruhe und an der Berufspädagogischen Hochschule Stuttgart. Seit dem Jahr 1973 war er als Lehrer an einer Berufsschule in Karlsruhe tätig. Wintruff ist verheiratet und hat drei Kinder.

## Politik
Wintruff trat im Jahr 1968 der SPD bei. Im gleichen Jahr wurde er in den Gemeinderat von Graben-Neudorf gewählt, dem er bis 2004 angehörte. In den Jahren 1973 bis 1994 war er Mitglied im Kreistag des Landkreises Karlsruhe und von 1975 bis 1985 Vorsitzender der SPD Karlsruhe-Land. In den Jahren 1980 bis 1984 und erneut von 1988 bis 2006 war Wintruff Abgeordneter im Landtag von Baden-Württemberg. Er vertrat dort ein Zweitmandat des Wahlkreises Bretten und war von 1992 bis 2006 Vorsitzender des Ausschusses für Jugend, Schule und Sport.

## Ehrungen
Im Jahr 2006 wurde Wintruff mit dem Bundesverdienstkreuz Erster Klasse ausgezeichnet.